# Polluant secondaire
Un polluant secondaire est, selon l’une des classifications, un polluant produit par la réaction chimique ou photochimique d’un ou plusieurs polluant(s) primaire(s).

## Exemples de polluants secondaires
- acide sulfurique (polluant primaire : dioxyde de soufre)
- acide nitrique (polluant primaire : oxydes d'azote)
- ozone (polluants primaires : hydrocarbures et oxydes d'azote)[1]